# John Akii-Bua
John Charles Akii-Bua (Lira, 3 dicembre 1949 – Kampala, 20 giugno 1997) è stato un ostacolista ugandese, vincitore della medaglia d'oro nei 400 metri ostacoli ai Giochi olimpici di Monaco di Baviera 1972.

## Biografia
Crebbe in una famiglia numerosa: suo padre ebbe 8 mogli e 43 figli. Dopo aver iniziato a gareggiare sui 110 metri ostacoli, nel 1969 passò ai 400 m ostacoli sotto la guida dell'allenatore inglese Malcolm Arnold. In questa disciplina nel 1970 giunse quarto ai Giochi del Commonwealth e nel 1971 ottenne il miglior tempo mondiale dell'anno.
Nel 1972, ai Giochi olimpici di Monaco, dove fu portabandiera, non era accreditato fra i grandi favoriti per via della sua limitata esperienza in campo internazionale. Sbaragliò il campo vincendo la finale con il tempo di 47"82, nuovo record mondiale, conquistando il primo oro olimpico della storia dell'Uganda. Tagliato il traguardo, uno spettatore gli passò una bandiera del suo Paese, e Akii-Bua festeggiò percorrendo un altro giro di pista di gran corsa saltando di nuovo tutti gli ostacoli.
Tornato in patria, il governo ugandese, allora guidato dal dittatore Idi Amin Dada, non gradì le attenzioni ricevute dall'atleta sulla ribalta internazionale, considerate eccessive, e lo fece arrestare. Non partecipò ai Giochi olimpici di Montréal del 1976 a causa del boicottaggio attuato dai Paesi africani. Continuò ad avere problemi con la dittatura di Amin fino a rischiare addirittura la condanna a morte, che evitò espatriando in Germania dove visse fino alla caduta del regime, avvenuta nel 1979.
Morì dopo lunga malattia nel 1997, vedovo, lasciando undici figli. Gli furono tributati i funerali di Stato.

## Record

### Record mondiale
- 400 metri ostacoli: 47"82 ( Monaco di Baviera, 2 settembre 1972)

## Palmarès
| Anno | Manifestazione     | Sede   | Evento   | Risultato  | Prestazione | Note            |
| ---- | ------------------ | ------ | -------- | ---------- | ----------- | --------------- |
| 1972 | Giochi olimpici    | Monaco | 400 m hs | Oro        | 47"82       | Record mondiale |
| 1973 | Giochi panafricani | Lagos  | 400 m hs | Oro        | 48"54       |                 |
| 1978 | Giochi panafricani | Algeri | 400 m hs | Argento    | 49"55       |                 |
| 1980 | Giochi olimpici    | Mosca  | 400 m hs | Semifinale | 51"10       |                 |
| 1980 | Giochi olimpici    | Mosca  | 4×400 m  | Batteria   | 3'07"0      |                 |